# 菲奥娜·麦克唐纳
菲奥娜·麦克唐纳（英語：Fiona MacDonald，1974年12月9日—），生于佩斯利，苏格兰女子冰壶运动员。她曾代表英国获得2002年冬季奥运会女子冰壶比赛金牌。她的前夫Ewan MacDonald同样也是冰壶选手。